# سسک بیشه منچوری
سسک بیشه منچوری (نام علمی: Cettia canturians) نام یک گونه از سرده سسک‌های بیشه نمادین است.